# آلکس آتالا
آلکس آتالا (پرتغالی برزیلی: Alex Atala؛ زادهٔ ۳ ژوئن ۱۹۶۸) سرآشپز، رستوران‌دار اهل برزیل است که تباری فلسطینی و ایرلندی دارد. او مدیر و سرآشپز رستوران دی.او.ام. است در سال ۲۰۱۲ در رتبهٔ چهارم ۵۰ رستوران برتر جهان قرار گرفت. در سال ۲۰۲۰، یکی از کارمندان سابق رستوران، وی را به آزار جنسی متهم کرد.